# Carterway Heads
Carterway Heads – wieś w Anglii, w hrabstwie Northumberland. Leży 25 km na południowy zachód od miasta Newcastle upon Tyne i 391 km na północ od Londynu.